# 2 de Abril (álbum de A Garota Não)
2 de Abril é o segundo álbum de estúdio de A Garota Não. Editado a 2 de abril de 2022, de forma independente, sucede a Rua das Marimbas nº7. Foi coproduzido por Cátia Oliveira (A Garota Não) e Sérgio Mendes. O álbum conta com vários convidados, incluindo Ana Deus, Chullage ou Fred Pinto Ferreira, entre outros. Chegou às lojas em formato CD e também foi disponibilizado nas plataformas digitais.
O título do álbum é uma referência ao bairro setubalense onde Cátia Oliveira cresceu e viveu até aos 26 anos, bem como à data em que a Constituição Portuguesa foi aprovada.
O trabalho no disco, bem como os concertos que se seguiram valeram ao projeto A Garota Não o Globo de Ouro na categoria de Melhor Intérprete, em 2023. Em 2023, foi, também, distinguido pela Sociedade Portuguesa de Autores, na categoria de Melhor Trabalho de Música Popular.

## Alinhamento
| N.º | Título                          | Duração |  |
| 1.  | "Canção Sem Final"              | 3:16    |  |
| 2.  | "Dilúvio"                       | 4:03    |  |
| 3.  | "Química"                       | 3:39    |  |
| 4.  | "Ai Weiwei"                     | 2:33    |  |
| 5.  | "Prédio Mais Alto"              | 5:54    |  |
| 6.  | "Manancial De Livre Pensamento" | 3:09    |  |
| 7.  | "A Grande Máquina"              | 3:44    |  |
| 8.  | "Não Sei O Que É Que Fica"      | 4:22    |  |
| 9.  | "Tantos Desencontros"           | 3:33    |  |
| 10. | "A Sede Do Xega"                | 2:54    |  |
| 11. | "Urgentemente"                  | 3:50    |  |
| 12. | "O Amor É Bom"                  | 4:19    |  |
| 13. | "A Vida É Hoje"                 | 3:36    |  |
| 14. | "Magnetização"                  | 2:43    |  |
| 15. | "Casa De Mãe"                   | 3:36    |  |
| 16. | "Mulher Batida"                 | 2:57    |  |
| 17. | "Que Mulher É Essa?"            | 3:35    |  |
| 18. | "Mediterrâneo II"               | 3:19    |  |
| 19. | "Porque Me Olhas Assim"         | 4:17    |  |
| 20. | "Canção A Zé Mário Branco"      | 4:57    |  |